# Ampere
O ampere ou ampère (símbolo: A) é a unidade de medida da corrente elétrica no Sistema Internacional de Unidades. O nome é uma homenagem ao físico francês André-Marie Ampère. É uma das unidades fundamentais do SI, juntamente com o metro, kelvin, segundo, mol, candela e o quilograma e equivale a um coulomb por segundo:

## Definição
Até 2019, o SI definia o ampere como a intensidade de uma corrente elétrica constante que produz uma força atrativa de 2 × 10−7 newton por metro de comprimento entre dois fios condutores paralelos, retilíneos, de comprimento infinito, de secção circular desprezível colocadas a um metro de distância entre si, no espaço livre. Essa definição é baseada na lei de Ampère, que relaciona a corrente elétrica de um fio com o campo magnético gerado por ela.
Em 20 de maio de 2019, com as novas definições do Sistema Internacional de Unidades que entraram em vigor, o ampere passou a ser definido em termos da quantidade de carga elétrica que atravessa um ponto em um circuito por segundo. A partir do valor fixo da carga elementar {\displaystyle e} de 1,602 176 634 × 10 −19 {\displaystyle C}, um ampere pode ser expresso como:

Dessa forma, o ampere corresponde a um fluxo de 1/(1,602 176 634 x 10-19) cargas elementares por segundo, o que equivale a 6,241 509 074 × 1018 cargas elementares atravessando um ponto em um circuito por segundo.

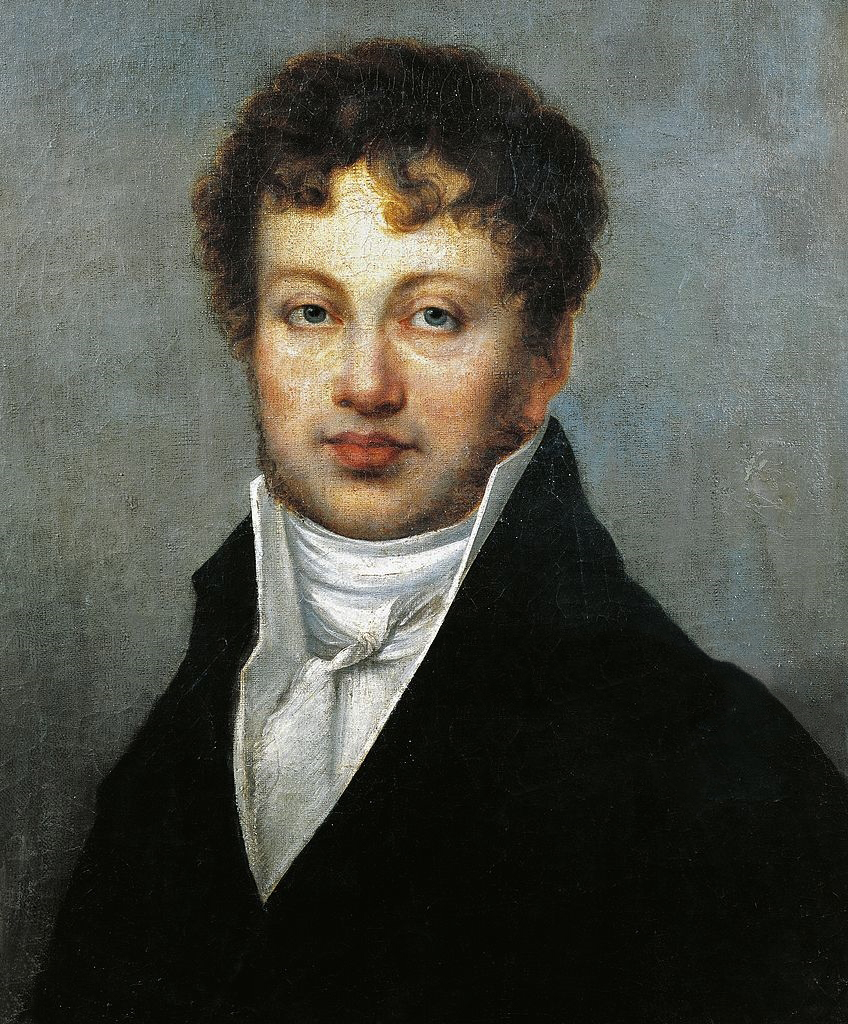
Retrato a óleo de André-Marie Ampère no Museu Ampère